# Августівка (Одеський район)
Августі́вка — село Усатівської сільської громади в Одеському районі Одеської області в Україні. Населення становить 1432 особи.

## Географія

### Клімат
| Клімат Августівки         | Клімат Августівки | Клімат Августівки | Клімат Августівки | Клімат Августівки | Клімат Августівки | Клімат Августівки | Клімат Августівки | Клімат Августівки | Клімат Августівки | Клімат Августівки | Клімат Августівки | Клімат Августівки | Клімат Августівки |
| Показник                  | Січ.              | Лют.              | Бер.              | Квіт.             | Трав.             | Черв.             | Лип.              | Серп.             | Вер.              | Жовт.             | Лист.             | Груд.             | Рік               |
| Середній максимум, °C     | 0,7               | 1,3               | 5,3               | 12,8              | 19,1              | 23,6              | 25,9              | 25,5              | 20,9              | 14,5              | 8,1               | 3,6               | 13                |
| Середня температура, °C   | −1,9              | −1,2              | 2,5               | 9,4               | 15,4              | 19,6              | 21,7              | 21,2              | 16,8              | 11,0              | 5,3               | 1,1               | 10                |
| Середній мінімум, °C      | −4,4              | −3,7              | −0,2              | 6,0               | 11,7              | 15,6              | 17,5              | 17,0              | 12,8              | 7,5               | 2,6               | −1,4              | 6                 |
| Норма опадів, мм          | 37                | 38                | 30                | 33                | 41                | 50                | 53                | 37                | 38                | 26                | 41                | 4                 | 428               |
| ------------------------- | ----------------- | ----------------- | ----------------- | ----------------- | ----------------- | ----------------- | ----------------- | ----------------- | ----------------- | ----------------- | ----------------- | ----------------- | ----------------- |
| Джерело: climate-data.org |                   |                   |                   |                   |                   |                   |                   |                   |                   |                   |                   |                   |                   |

## Історія
Під час Голодомору 1932—1933 років померло щонайменше 42 жителі села.

## Населення
Згідно з переписом 1989 року населення села становило 1141 особа, з яких 507 чоловіків та 634 жінки.
За переписом населення 2001 року в селі мешкали 1432 особи.

### Мова
Розподіл населення за рідною мовою за даними перепису 2001 року:
| Мова       | Відсоток |
| ---------- | -------- |
| українська | 87,22 %  |
| російська  | 11,03 %  |
| румунська  | 0,98 %   |
| гагаузька  | 0,35 %   |
| болгарська | 0,21 %   |
| білоруська | 0,14 %   |

## Відомі люди

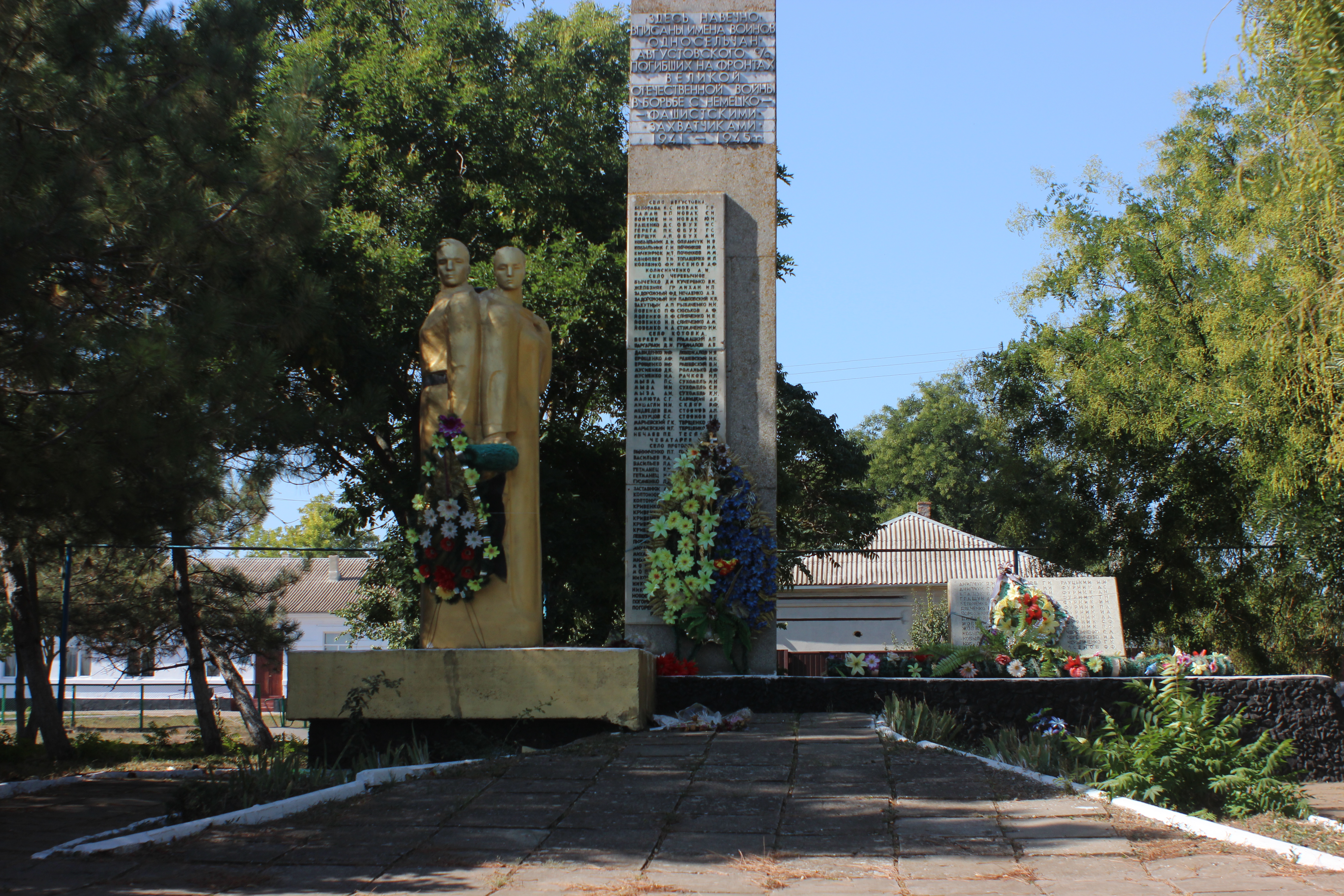
Братська могила у центрі села

Тут, як іще називають цей край, — у Міжлиманні, 24 квітня 1949 року народився і виховувався у простій селянській родині майбутній відомий український журналіст Володимир Сафронович Новак. Усе своє трудове життя присвятив роботі в Українському Інформаційному агентстві — раніше ТАРС/РАТАУ, тепер — УКРІНФОРМ. До виходу на пенсію понад чверть віку очолював Південне регіональне відділення Державного Інфорагентства. Не брав інтерв'ю хіба що, мабуть, у президентів США. Автор ряду популярних публіцистичних книг.